# 밥 루만
밥 루만(Bob Luman, 1937년 4월 15일 ~ 1978년 12월 27일)은 미국의 컨트리 음악 및 로커빌리 가수이다. 대표곡은 〈Lonely Women Make Good Lovers〉이다.